# ارمنی کلاسیک
ارمنی کلاسیک (به ارمنی: գրաբար grabar) یا ارمنی باستان قدیمی‌ترین فرم زبان ارمنی است. نخستین متن مکتوب به این زبان مربوط به سدهٔ پنجم پیش از میلاد است. بسیاری از نسخه‌های قدیمی یونانی، فارسی، عبری، سریانی، و لاتین فقط ترجمهٔ ارمنی‌شان باقی‌مانده است. این زبان همچنین برای مطالعهٔ زبان نیا-هندواروپایی اهمیت دارد، چون بسیاری از ویژگی‌های این زبان را حفظ کرده‌است.